# 野村直隆
野村直隆（?—1600年），日本戰國時代的武將。近江國淺井氏重臣。近江横山城城主。通稱肥後守。

## 生平
生年不詳。永祿13年（1570年），横山城被織田氏包圍，於是死守並等待淺井軍救援，在淺井軍到達後，爆發姉川之戰。戰後，退出横山城並前往小谷城。翌年（1571年），守備國友砦，受到投向織田信長的宮部繼潤攻撃，不過成功將其撃退。
在主家滅亡後，仕於織田氏。在信長於本能寺之變中死去後，仕於豐臣秀吉，以鐵砲頭的身份領有近江國友2萬石。在秀吉的小田原征伐和文祿之役中，率領鐵砲隊參戰。
慶長5年（1600年），在關原之戰中屬於西軍，以軍監身份參加伏見城之戰，戰後事績不明。